# Nissim Malka
Pour les articles homonymes, voir Malka.
Nissim Malka (né en 1987 à Caen, Calvados) est un rabbin français, rabbin de la grande synagogue de Lyon depuis octobre 2015.

## Éléments biographiques
Nissim Malka est né en 1987 à Caen, Calvados,. 
Il grandit à Clichy-sur-Seine, où son père, Meyer Malka est rabbin. Celui-ci est originaire de Meknès, au Maroc et sa mère vient de Constantine, en Algérie. Une partie de sa famille a des racines polonaises.

### Études
Nissim Malka étudie à "Chaaré Torah, un "collège/lycée-yechiva" (dont le nom actuel est Ner HaTorah), dans le 19e arrondissement de Paris.
Il a consacré ses vacances scolaires à des séjours d'étude dans diverses yechivot, telles que la Yechiva d'Aix-les-Bains en France,et d'autres, en Israël.
Il entre au Séminaire israélite de France en 2007 et obtient son diplôme de rabbin le 10 juillet 2015. Son mémoire porte sur Isaïe Schwartz, Grand-rabbin de France, au début de la Seconde Guerre mondiale, replié à Vichy et Lyon.

### Rabbin de Tours
De 2010 à 2015, Nissim Malka est le rabbin de Tours.

### Rabbin de la Grande Synagogue de Lyon
Le lundi 19 octobre 2015, il est officiellement intronisé comme rabbin de la Grande synagogue de Lyon,.

## Famille
Il est marié et père de trois enfants.